# 西経61度線
西経61度線（せいけい61どせん）は、本初子午線面から西へ61度の角度を成す経線である。北極点から北極海、北アメリカ、大西洋、南アメリカ、南極海、南極大陸を通過して南極点までを結ぶ。
西経61度線は、東経119度線と共に大円を形成する。

## 通過する地域一覧
西経61度線は、北極点から南極点まで南に向かって以下の場所を通っている。
| 地理座標                                             | 国土・領土・領海         | 備考 |
| ---------------------------------------------------- | ------------------------ | --- |
| 北緯90度0分 西経61度0分 / 北緯90.000度 西経61.000度  | 北極海                   | エルズミーア島（ カナダ・ヌナブト準州、北緯82度21分 西経61度7分 / 北緯82.350度 西経61.117度）の東を通過 |
| 北緯83度26分 西経61度0分 / 北緯83.433度 西経61.000度 | リンカーン海             | |
| 北緯81度50分 西経61度0分 / 北緯81.833度 西経61.000度 | グリーンランド           | |
| 北緯76度3分 西経61度0分 / 北緯76.050度 西経61.000度  | バフィン湾               | |
| 北緯70度0分 西経61度0分 / 北緯70.000度 西経61.000度  | デービス海峡             | バフィン島（ カナダ・ヌナブト準州、北緯66度37分 西経61度15分 / 北緯66.617度 西経61.250度）の東を通過 |
| 北緯60度0分 西経61度0分 / 北緯60.000度 西経61.000度  | 大西洋                   | ラブラドル海 |
| 北緯56度7分 西経61度0分 / 北緯56.117度 西経61.000度  | カナダ                   | ニューファンドランド・ラブラドール州 — ラブラドール地方 ケベック州（北緯52度0分 西経61度0分 / 北緯52.000度 西経61.000度から） |
| 北緯50度12分 西経61度0分 / 北緯50.200度 西経61.000度 | セントローレンス湾       | |
| 北緯46度39分 西経61度0分 / 北緯46.650度 西経61.000度 | カナダ                   | ノバスコシア州 — ケープ・ブレトン島、マダム島（英語版） |
| 北緯45度30分 西経61度0分 / 北緯45.500度 西経61.000度 | チェダブクト湾（英語版） | |
| 北緯45度20分 西経61度0分 / 北緯45.333度 西経61.000度 | カナダ                   | ノバスコシア州 |
| 北緯45度16分 西経61度0分 / 北緯45.267度 西経61.000度 | 大西洋                   | ラ・デジラード島（ グアドループ、北緯16度20分 西経61度0分 / 北緯16.333度 西経61.000度）の東を通過 マリー・ガラント島（ グアドループ、北緯15度56分 西経61度11分 / 北緯15.933度 西経61.183度）の東を通過 ドミニカ島（ ドミニカ国、北緯15度19分 西経61度15分 / 北緯15.317度 西経61.250度）の東を通過                                                                    |
| 北緯14度48分 西経61度0分 / 北緯14.800度 西経61.000度 | マルティニーク           | マルティニーク |
| 北緯14度28分 西経61度0分 / 北緯14.467度 西経61.000度 | 大西洋                   | セントルシア海峡（英語版） |
| 北緯14度1分 西経61度0分 / 北緯14.017度 西経61.000度  | セントルシア             | |
| 北緯13度45分 西経61度0分 / 北緯13.750度 西経61.000度 | 大西洋                   | セントビンセント島（ セントビンセント・グレナディーン、北緯13度17分 西経61度7分 / 北緯13.283度 西経61.117度）の東を通過 バリソー島（英語版）（ セントビンセント・グレナディーン、北緯12度57分 西経61度7分 / 北緯12.950度 西経61.117度）の東を通過 マスティク島（ セントビンセント・グレナディーン、北緯12度53分 西経61度10分 / 北緯12.883度 西経61.167度）の東を通過 |
| 北緯10度50分 西経61度0分 / 北緯10.833度 西経61.000度 | トリニダード・トバゴ     | トリニダード島 |
| 北緯10度42分 西経61度0分 / 北緯10.700度 西経61.000度 | 大西洋                   | |
| 北緯10度21分 西経61度0分 / 北緯10.350度 西経61.000度 | トリニダード・トバゴ     | トリニダード島 |
| 北緯10度8分 西経61度0分 / 北緯10.133度 西経61.000度  | 大西洋                   | |
| 北緯9度33分 西経61度0分 / 北緯9.550度 西経61.000度   | ベネズエラ               | |
| 北緯6度44分 西経61度0分 / 北緯6.733度 西経61.000度   | ガイアナ                 | ベネズエラが領有権を主張する領域（グアヤナエセキバ） |
| 北緯5度31分 西経61度0分 / 北緯5.517度 西経61.000度   | ベネズエラ               | |
| 北緯4度31分 西経61度0分 / 北緯4.517度 西経61.000度   | ブラジル                 | ロライマ州 アマゾナス州（南緯0度33分 西経61度0分 / 南緯0.550度 西経61.000度から） マットグロッソ州（南緯8度46分 西経61度0分 / 南緯8.767度 西経61.000度から） ロンドニア州（南緯10度59分 西経61度0分 / 南緯10.983度 西経61.000度から） |
| 南緯13度32分 西経61度0分 / 南緯13.533度 西経61.000度 | ボリビア                 | |
| 南緯19度31分 西経61度0分 / 南緯19.517度 西経61.000度 | パラグアイ               | |
| 南緯23度47分 西経61度0分 / 南緯23.783度 西経61.000度 | アルゼンチン             | |
| 南緯38度59分 西経61度0分 / 南緯38.983度 西経61.000度 | 大西洋                   | |
| 南緯51度47分 西経61度0分 / 南緯51.783度 西経61.000度 | フォークランド諸島       | ウェッデル島、西フォークランド島（ アルゼンチンが領有権を主張） |
| 南緯52度4分 西経61度0分 / 南緯52.067度 西経61.000度  | 大西洋                   | |
| 南緯60度0分 西経61度0分 / 南緯60.000度 西経61.000度  | 南極海                   | |
| 南緯62度37分 西経61度0分 / 南緯62.617度 西経61.000度 | サウス・シェトランド諸島 | リヴィングストン島 — アルゼンチン（アルゼンチン領南極）と チリ（チリ領南極）と イギリス (イギリス領南極地域)が領有権を主張 |
| 南緯62度40分 西経61度0分 / 南緯62.667度 西経61.000度 | 南極海                   | トリニティ島の西を通過 |
| 南緯64度3分 西経61度0分 / 南緯64.050度 西経61.000度  | 南極大陸                 | 南極半島 — アルゼンチン（アルゼンチン領南極）と チリ（チリ領南極）と イギリス (イギリス領南極地域)が領有権を主張 |
| 南緯74度31分 西経61度0分 / 南緯74.517度 西経61.000度 | 南極海                   | ウェッデル海 |
| 南緯75度8分 西経61度0分 / 南緯75.133度 西経61.000度  | 南極大陸                 | アルゼンチン（アルゼンチン領南極）と チリ（チリ領南極）と イギリス (イギリス領南極地域)が領有権を主張 |